# Pieris japonica
L'andromeda giapponese (Pieris japonica (Thunb.) D.Don ex G.Don) è un arbusto sempreverde della famiglia delle Ericacee, originario dei paesi orientali, diffuso come pianta ornamentale.

## Descrizione
Arbusto di altezza e diametro di 2 - 4 metri, di forma arrotondata, cespuglioso a portamento compatto e fogliame denso.
 
Ha foglie oblungo - ovate, sempreverdi, lanceolate, di colore rosso rame e bronzate da giovani e successivamente verde lucido.

I fiori sono bianchi, piccoli, tubulari, cerosi, riuniti in pannocchie a forma di spighe terminali pendule, larghe 8 – 10 cm. Sbocciano in marzo - aprile e durano tutta la primavera.

### Varietà
Esiste una varietà di Pieris japonica a fiori rosa.

La varietà Pieris japonica variegata ha la particolarità di possedere la bordatura e le nervature delle foglie velate di una sfumatura bianca ed il resto della pianta è di un candido verde menta.

## Distribuzione e habitat
La specie è originaria delle foreste montane del Giappone, di Taiwan e della Cina.
Specie acidofila da mezzombra, completamente rustica, resiste al freddo fino a -15 °C. In terreni umidi.

## Tossicità
La pianta è velenosa se ingerita. La tossicità è dovuta alle graianotossine contenute nei fiori e nelle foglie. Se fiori e foglie vengono ingeriti dagli esseri umani, i sintomi possono includere ipersalivazione, mal di testa, vomito, insufficienza cardiaca e morte. Sintomi analoghi possono presentare bovini, capre, cavalli, cani e gatti dopo aver ingerito parti di questa pianta.
Se questo tipo di veleno veniva sciolto su di un laghetto, causava la moria indistinta di animali e bagnanti, per via dei composti a base di terpenoidi (elevata solubilità) contenuti nelle graianotossine.

## Coltivazione
Questa pianta è stata premiata dalla Royal Horticultural Society in virtù della sua eccezionale qualità ed affidabilità. Infatti, questo arbusto si presenta vigoroso, non suscettibile agli attacchi parassitari e non necessita di interventi colturali specifici.

## Galleria d'immagini

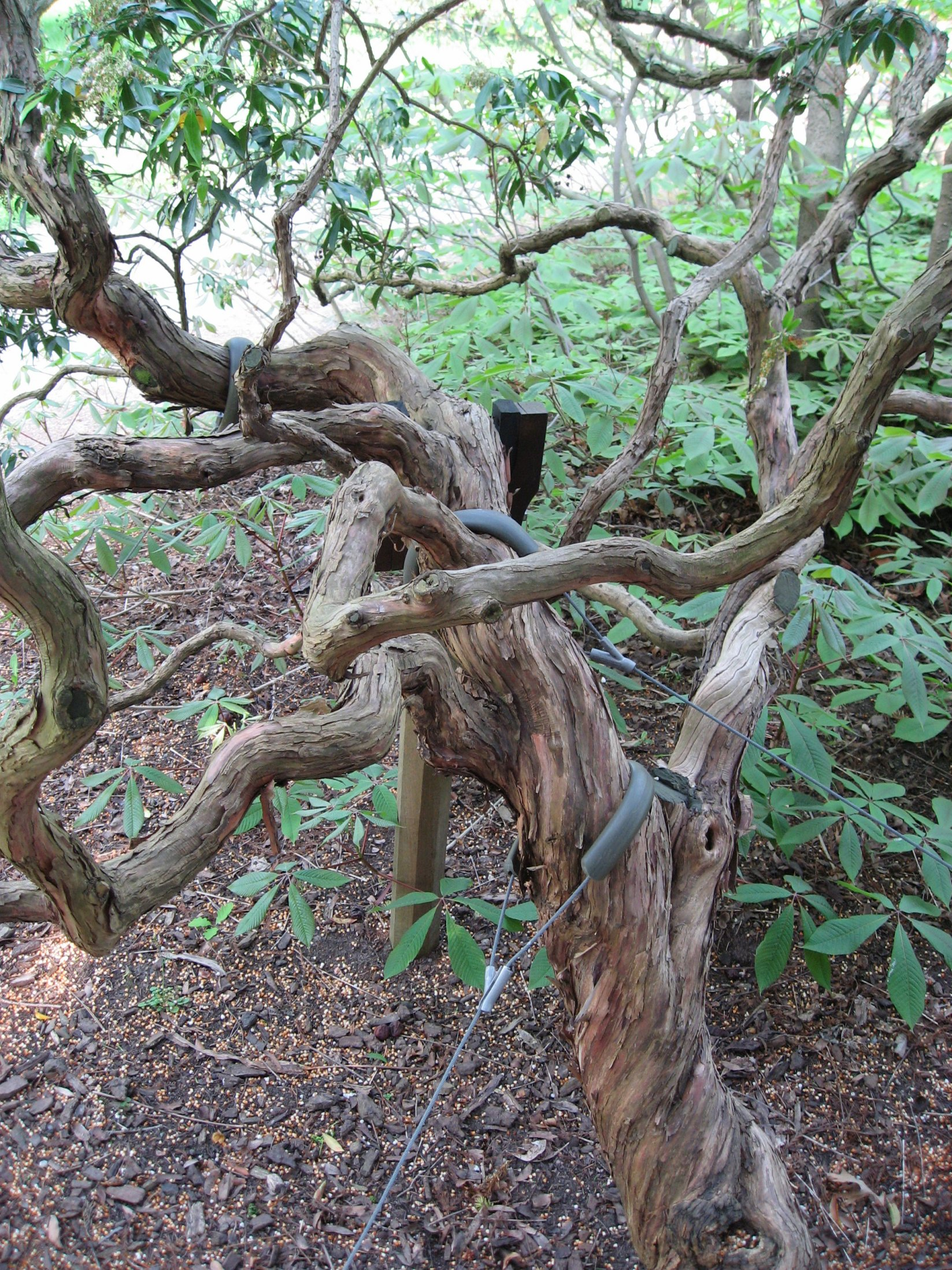
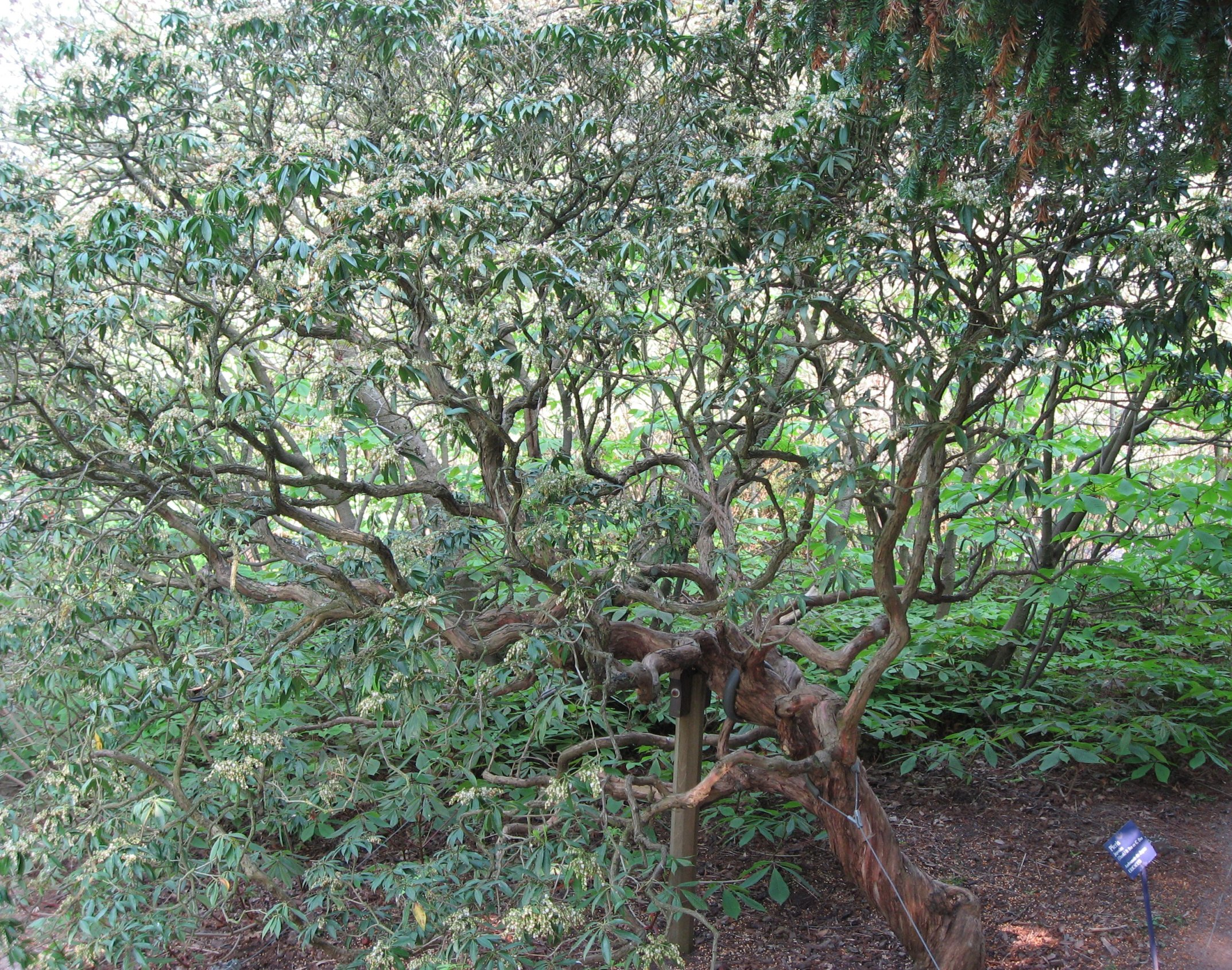
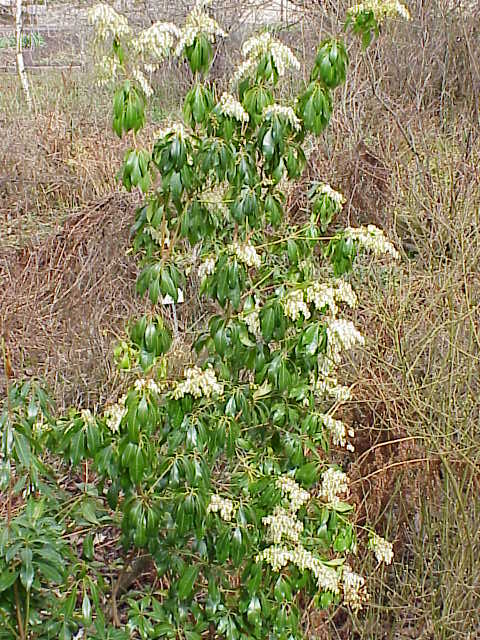
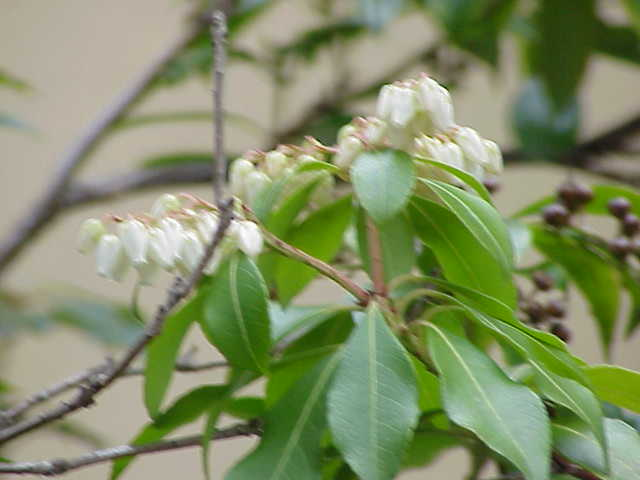
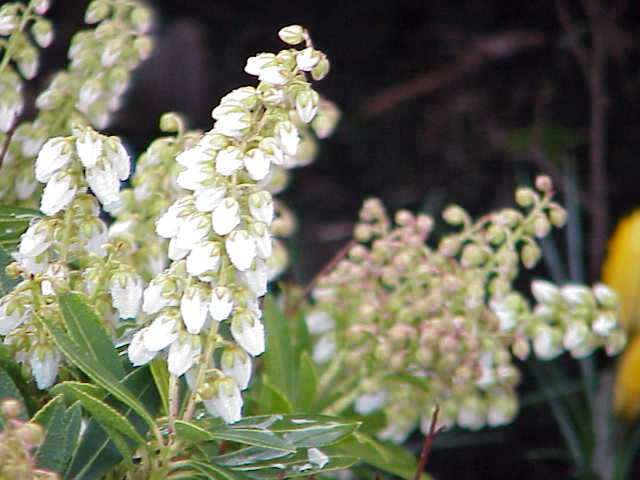
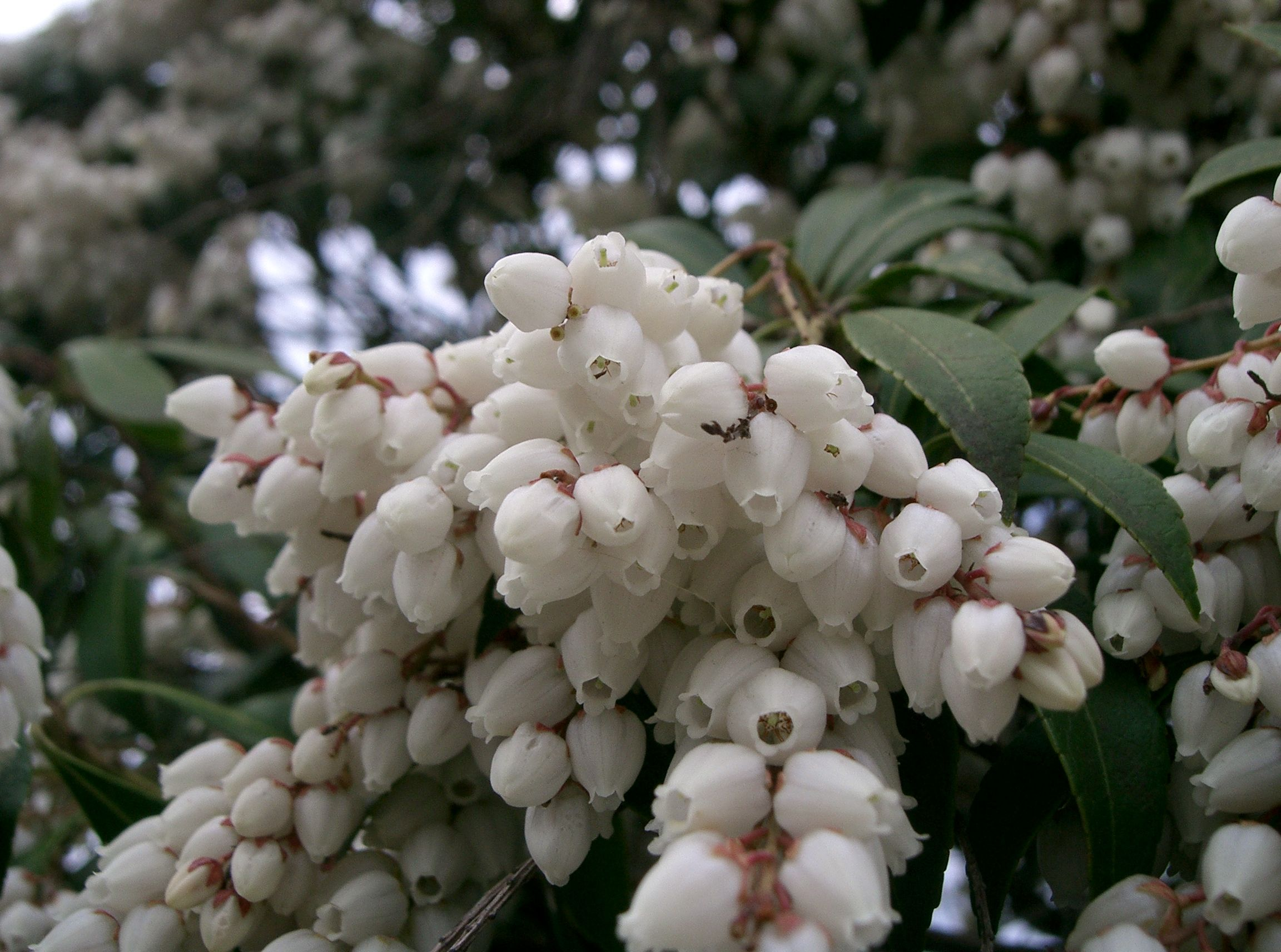
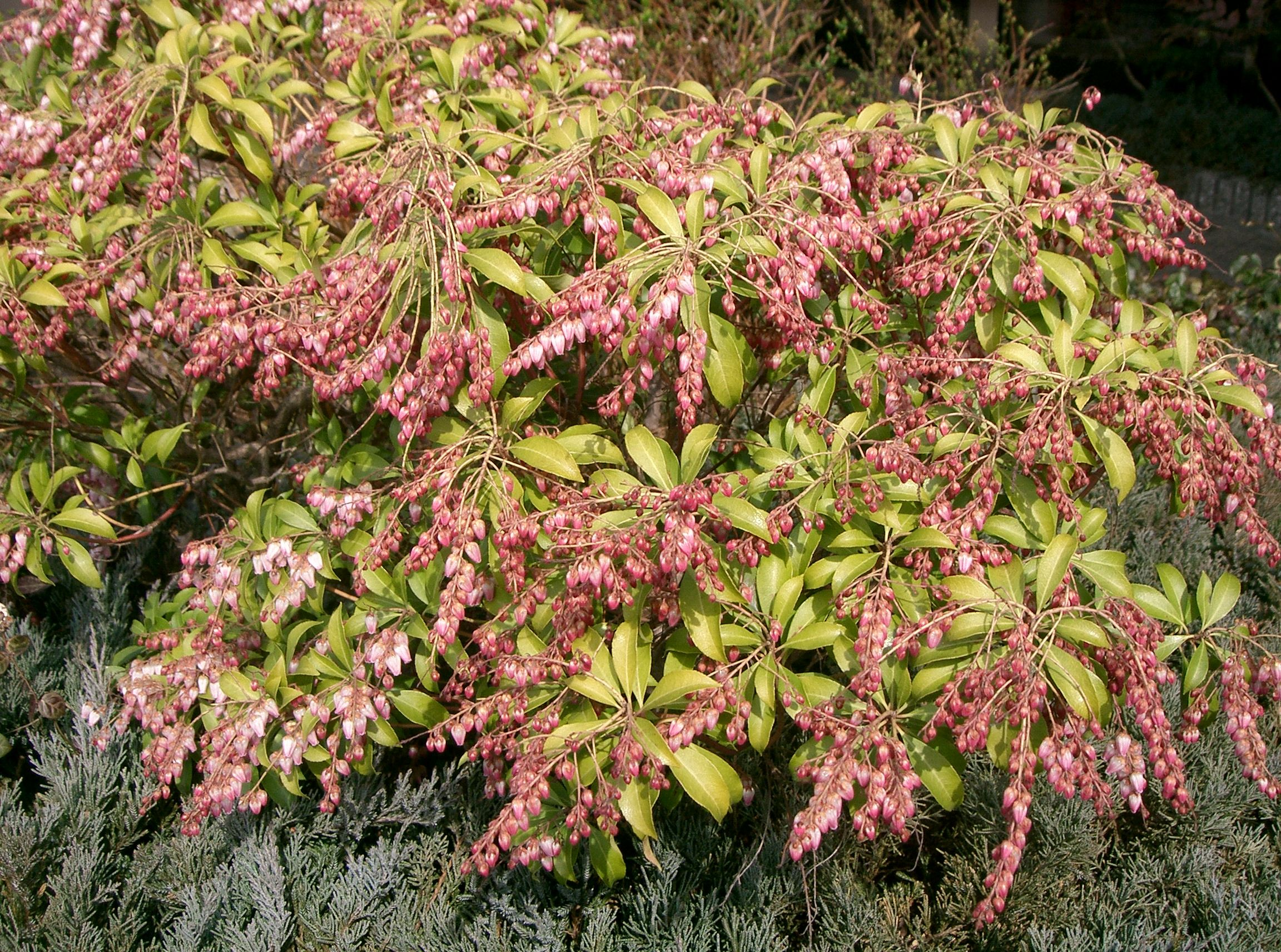
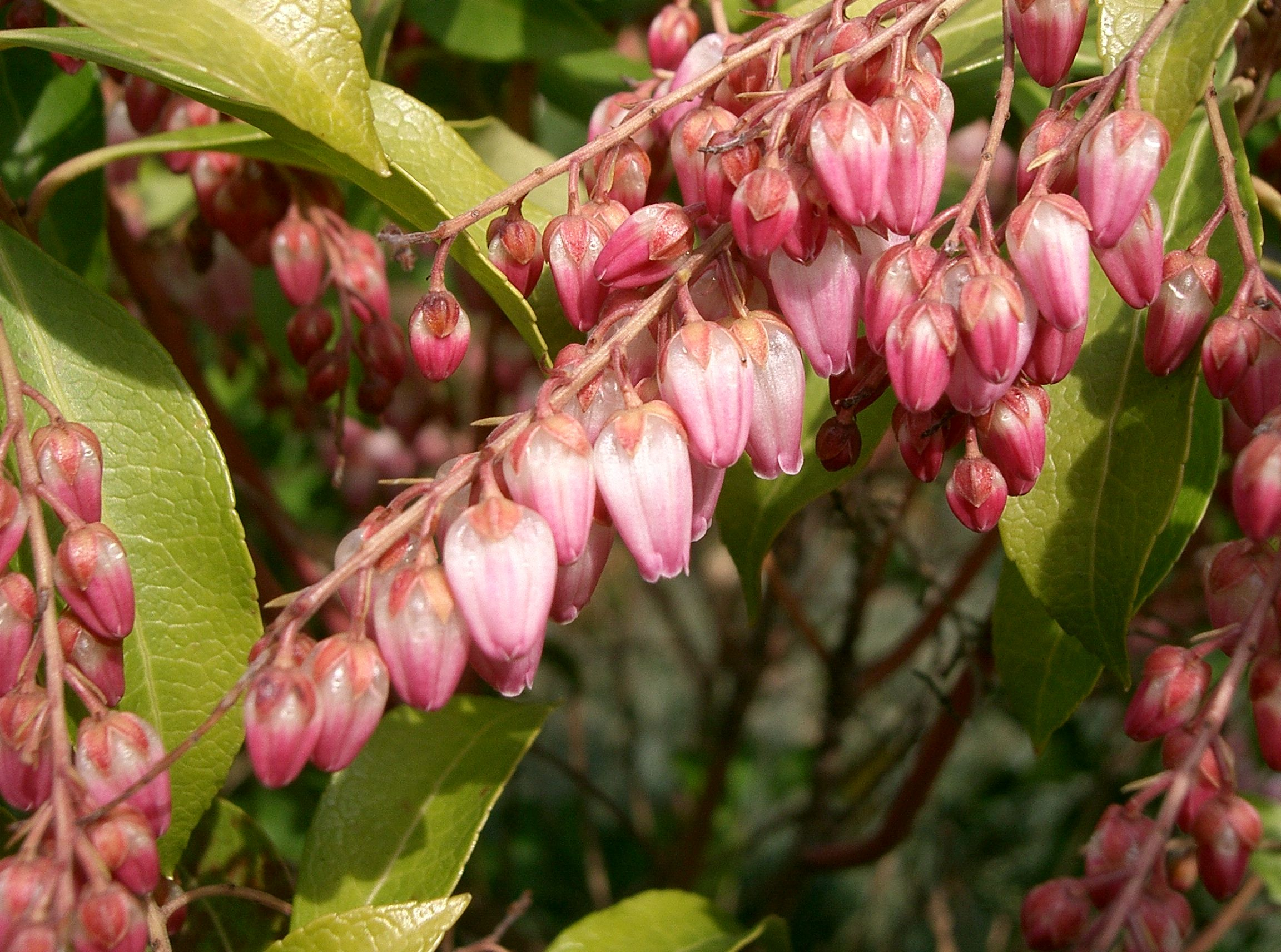
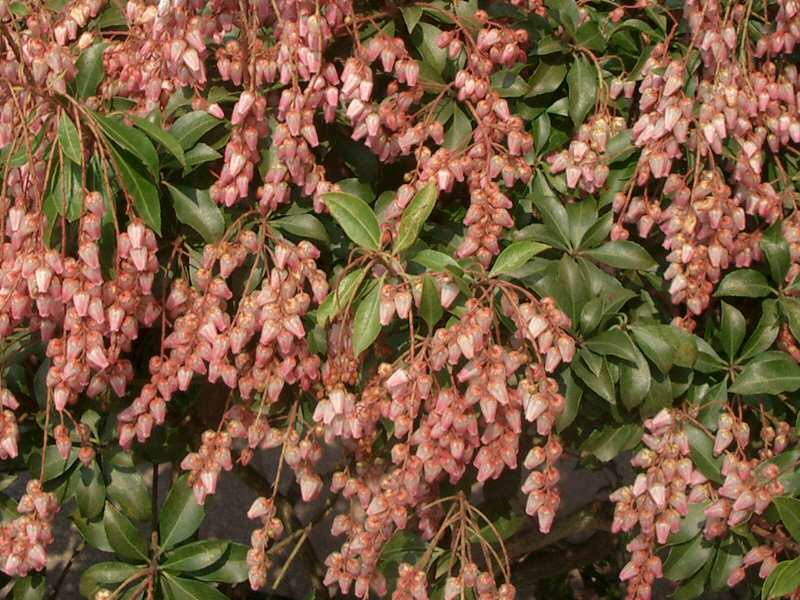
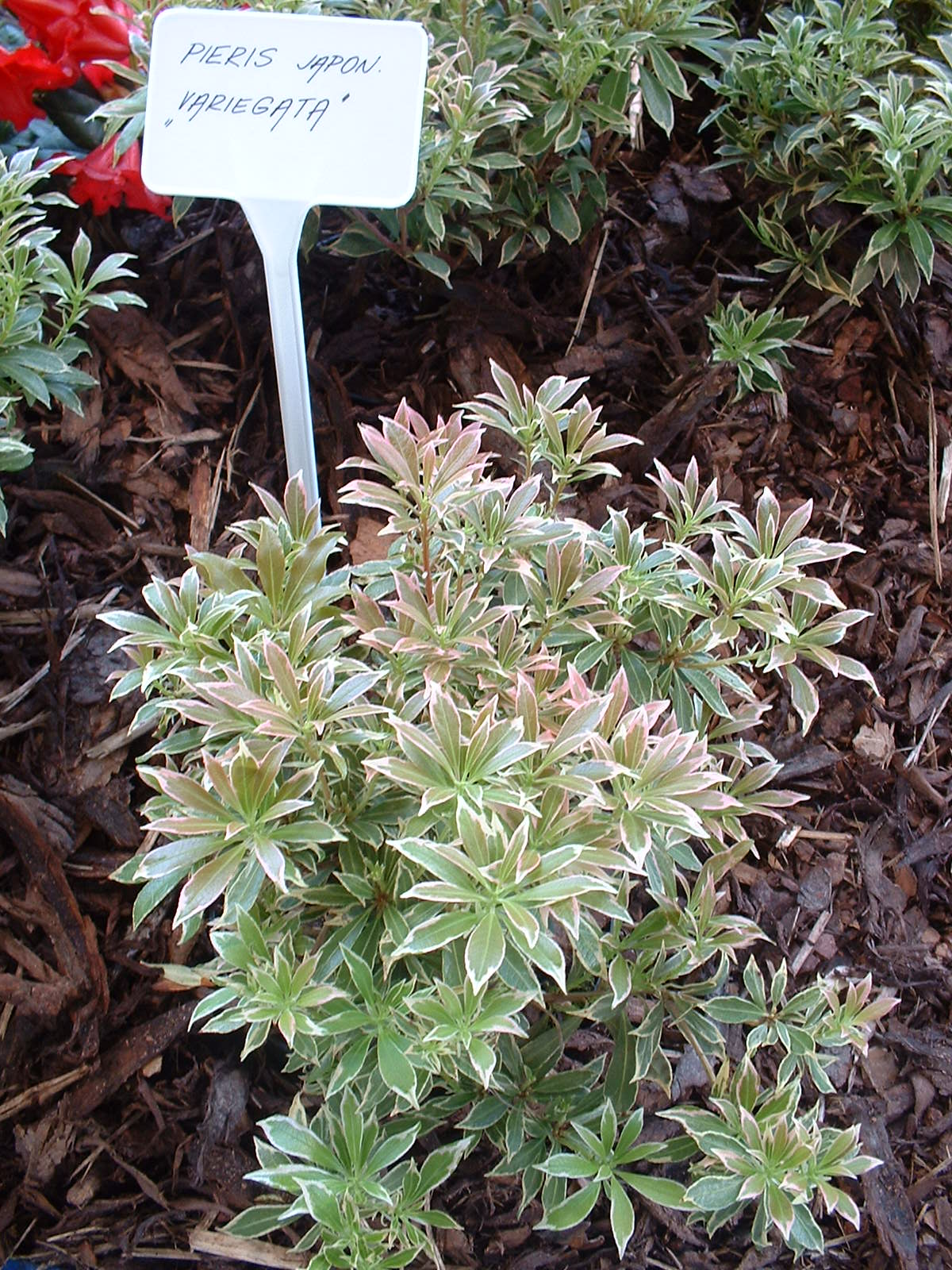
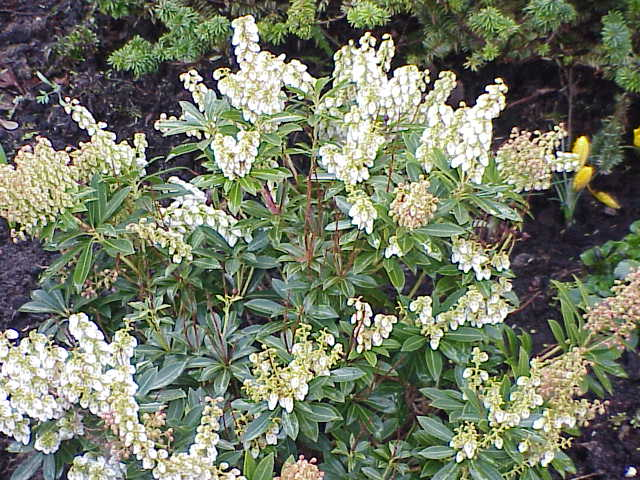
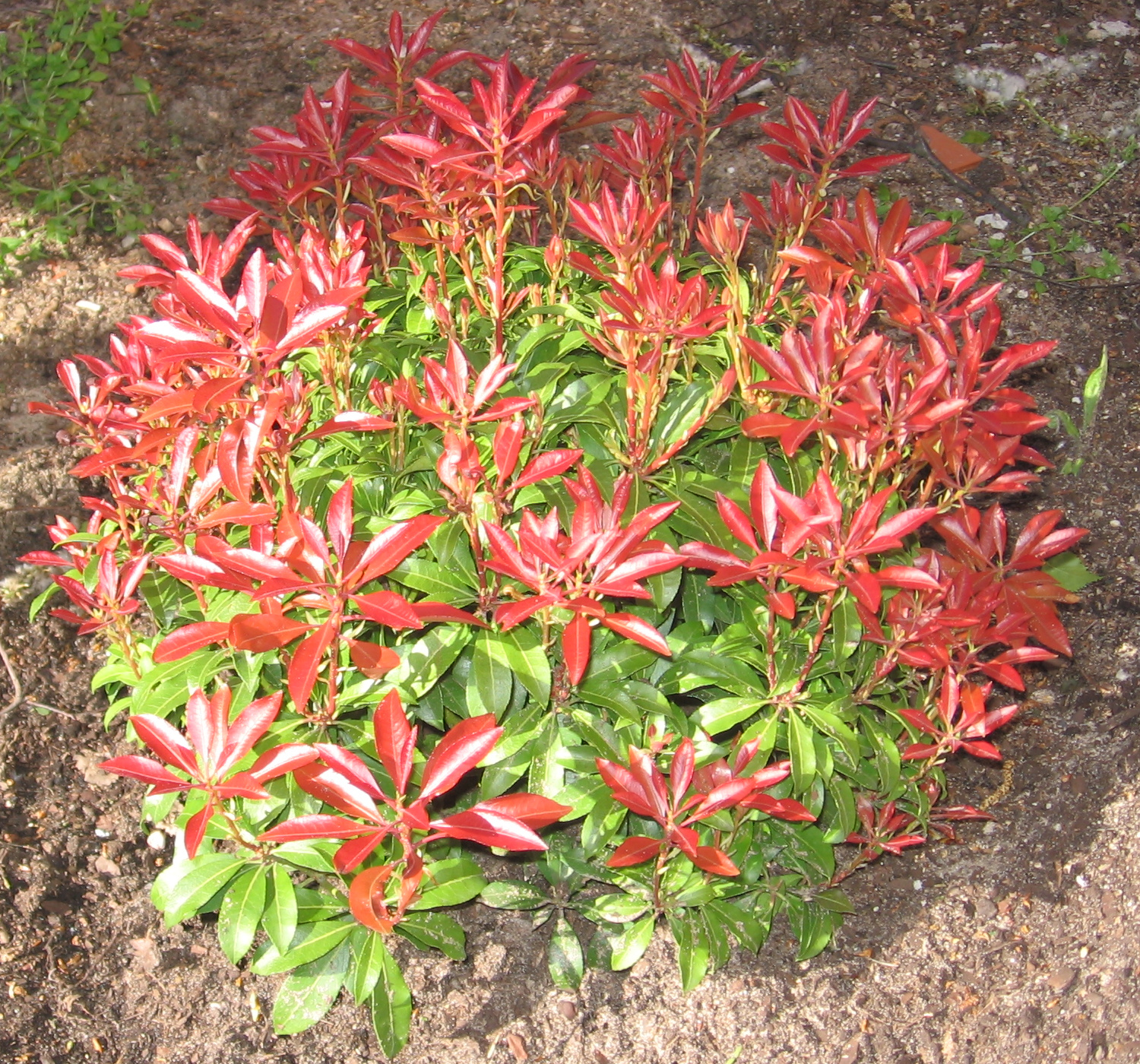